# Krăstju Semerdžiev
Krăstju Semerdžiev (in bulgaro Кръстю Семерджиев?; 21 maggio 1954) è un ex sollevatore bulgaro che ha gareggiato nella categoria dei pesi massimi (fino a 110 kg.).

## Carriera
Krăstju Semerdžiev vinse la medaglia d'argento alle Olimpiadi di Montréal 1976 con 385 kg. nel totale, stesso risultato del sovietico Jurij Zajcev, il quale però si aggiudicò la medaglia d'oro grazie al suo peso corporeo inferiore rispetto a quello di Semerdžiev. Il vincitore originario di quella gara era stato il bulgaro Valentin Hristov con 400 kg. nel totale, ma poco dopo risultò positivo al doping e, pertanto, squalificato. In quell'anno la competizione olimpica di sollevamento pesi era valida anche come Campionato mondiale.
Ai Campionati mondiali dell'anno successivo tenutisi a Stoccarda Semerdžiev terminò al 9º posto finale con 362,5 kg. nel totale.